# Spasovka (Georgia)
Spasovka (en georgiano: სპასოვკა; en armenio: Սպասովկա; en ruso: Спасовка) es una aldea de Georgia ubicada en el sur de la región de Mesjetia-Yavajetia, siendo parte del municipio de Ninotsminda.  

## Geografía
Spasovka está ubicada en la orilla izquierda río Bugdasheni, a 10 km de Ninotsminda. La aldea se administra desde el pueblo de Gorelovka.

## Historia
El pueblo fue fundado en 1842 por dujobores que procedían del pueblo de Spasskoye de la gobernación de Táurida (hoy Spaske en el óblast de Zaporiyia de Ucrania).  
Durante la época soviética, el pueblo albergaba una avanzada granja colectiva especializada en la producción de queso. En los años 90 se establecieron en el pueblo georgianos que eran refugiados climáticos del pueblo de Mekeidze en la Alta Ayaria.

## Demografía
La evolución demográfica de Spasovka entre 2002 y 2014 fue la siguiente:
| 381                                             | 269 |
| (Fuente: Population of Georgia in Soviet times) |     |

Según los datos del censo de 2014, los georgianos son el 73 % de la población local; los armenios, el 25 % y los rusos, el 12 %.

## Economía
El principal sector económico del pueblo es la ganadería.

## Infraestructura

### Educación
Hay dos escuelas secundarias en el pueblo, una georgiana y otra armenia.